# Szent-Györgyi Albert-emlékdíj
A Szent-Györgyi Albert-emlékportré-díjat a szatmárnémeti Szent-Györgyi Albert Társaság létesítette. A kilencvenes évek elejétől azok a személyek, illetve intézmények kapják meg, akik az adott évben a legtöbbet tettek a szatmári magyarság érdekében.